# Formula di Erone
In geometria, la formula di Erone afferma che l'area di un triangolo i cui lati abbiano lunghezze {\displaystyle a}, {\displaystyle b}, {\displaystyle c} è data da:
{\displaystyle A={\sqrt {p\cdot (p-a)\cdot (p-b)\cdot (p-c)}},}
dove {\displaystyle p} è il semiperimetro:
{\displaystyle p={\frac {a+b+c}{2}}.}
La formula di Erone può anche essere scritta nella forma equivalente:
{\displaystyle A={\ {\sqrt {(a+b+c)(-a+b+c)(a-b+c)(a+b-c)\,}}\  \over 4}.}

## Storia
La formula è attribuita a Erone di Alessandria, vissuto nel I secolo, perché se ne può trovare una dimostrazione nel suo libro Metrica. Secondo la testimonianza di al-Biruni la formula sarebbe però da attribuire ad Archimede.
Esiste una formula equivalente a quella di Erone:
{\displaystyle A={\frac {1}{2}}{\sqrt {a^{2}c^{2}-\left({\frac {a^{2}+c^{2}-b^{2}}{2}}\right)^{2}}}}{\displaystyle a\geq b\geq c.}
Essa venne scoperta in Cina, indipendentemente dalle scoperte di Erone. Venne pubblicata nel Shushu Jiuzhang (Trattato di matematica in nove sezioni), scritto da Qin Jiushao e pubblicato nel 1257.

## Dimostrazione
Quella che segue è una dimostrazione moderna, che utilizza l'algebra e la trigonometria ed è quindi piuttosto diversa da quella fornita da Erone. Siano {\displaystyle a}, {\displaystyle b}, {\displaystyle c} i lati del triangolo e {\displaystyle A}, {\displaystyle B}, {\displaystyle C} gli angoli opposti a essi. Abbiamo:
{\displaystyle \cos(C)={\frac {a^{2}+b^{2}-c^{2}}{2ab}},}
per il teorema di Carnot. Con alcuni calcoli algebrici otteniamo:
{\displaystyle \sin(C)={\sqrt {1-\cos ^{2}(C)}}={\frac {\sqrt {4a^{2}b^{2}-(a^{2}+b^{2}-c^{2})^{2}}}{2ab}}.}
L'altezza di un triangolo relativa alla base {\displaystyle a} ha lunghezza pari a {\displaystyle b\sin(C)}, da cui segue:
{\displaystyle S={\frac {1}{2}}({\mbox{base}})({\mbox{altezza}})=}
{\displaystyle \qquad ={\frac {1}{2}}ab\sin(C)=}
{\displaystyle \qquad ={\frac {1}{4}}{\sqrt {4a^{2}b^{2}-(a^{2}+b^{2}-c^{2})^{2}}}=}
scomponiamo i prodotti notevoli
{\displaystyle \qquad ={\frac {1}{4}}{\sqrt {(2ab-a^{2}-b^{2}+c^{2})(2ab+a^{2}+b^{2}-c^{2})}}=}
Individuiamo i quadrati
{\displaystyle \qquad ={\frac {1}{4}}{\sqrt {[-(a-b)^{2}+c^{2}][(a+b)^{2}-c^{2}]}}=}
scomponiamo di nuovo i doppi prodotti
{\displaystyle \qquad ={\frac {1}{4}}{\sqrt {(-a+b+c)(a-b+c)(a+b+c)(a+b-c)}}=}
ordiniamo e otteniamo la forma equivalente della formula di Erone
{\displaystyle \qquad ={\ {\sqrt {(a+b+c)(-a+b+c)(a-b+c)(a+b-c)\,}}\  \over 4}=}
portiamo il 4 sotto radice
{\displaystyle \qquad ={\ {\sqrt {(a+b+c)(-a+b+c)(a-b+c)(a+b-c)\,\  \over 16}}}=}
e riscriviamo
{\displaystyle \qquad ={\ {\sqrt {{\frac {(a+b+c)}{2}}\cdot {\frac {(-a+b+c)}{2}}\cdot {\frac {(a-b+c)}{2}}\cdot {\frac {(a+b-c)}{2}}}}}=}
aggiungiamo e sottriamo opportunamente le stesse quantità negli ultimi tre fattori (equivalente a {\displaystyle a-a=b-b=c-c=0})
{\displaystyle \qquad ={\ {\sqrt {{\frac {(a+b+c)}{2}}\cdot {\frac {(+a+b+c-2a)}{2}}\cdot {\frac {(a+b+c-2b)}{2}}\cdot {\frac {(a+b+c-2c)}{2}}}}}=}
{\displaystyle \qquad ={\ {\sqrt {{\frac {(a+b+c)}{2}}\cdot {\frac {(+a+b+c)+(-2a)}{2}}\cdot {\frac {(a+b+c)+(-2b)}{2}}\cdot {\frac {(a+b+c)+(-2c)}{2}}}}}=}
spezziamo le frazioni
{\displaystyle \qquad ={\ {\sqrt {{\frac {a+b+c}{2}}\cdot \left({\frac {a+b+c}{2}}+{\frac {-2a}{2}}\right)\cdot \left({\frac {a+b+c}{2}}+{\frac {-2b}{2}}\right)\cdot \left({\frac {a+b+c}{2}}+{\frac {-2c}{2}}\right)}}}=}
semplifichiamo
{\displaystyle \qquad ={\ {\sqrt {{\frac {a+b+c}{2}}\cdot \left({\frac {a+b+c}{2}}-a\right)\cdot \left({\frac {a+b+c}{2}}-b\right)\cdot \left({\frac {a+b+c}{2}}-c\right)}}}=}
dove {\displaystyle p={\frac {a+b+c}{2}}} e sostituiamo ottenendo
{\displaystyle \qquad ={\sqrt {p\left(p-a\right)\left(p-b\right)\left(p-c\right)}}}
Che è la formula di Erone espressa tramite il semiperimetro.

## Dimostrazione attraverso il teorema di Pitagora

L'altezza h del triangolo divide la base c in d + (c − d).

La dimostrazione originale di Erone faceva uso dei quadrilateri ciclici, mentre altri ragionamenti fanno appello alla trigonometria (come sopra), o all'incerchio del triangolo. La dimostrazione seguente riconduce la formula di Erone direttamente al teorema di Pitagora, utilizzando soltanto strumenti elementari.
Fare riferimento alla figura a fianco. La formula di Erone può assumere anche la seguente forma:
{\displaystyle 4A^{2}=4p(p-a)(p-b)(p-c),}
semplicemente elevando al quadrato ambo i membri e moltiplicando poi per {\displaystyle 4}.
Si osserva ora che indicando con {\displaystyle c} la base e {\displaystyle h} l'altezza del triangolo, il primo membro dell'espressione precedente si può scrivere come {\displaystyle (ch)^{2}}, o anche
{\displaystyle c^{2}(b^{2}-d^{2})=(cb)^{2}-(cd)^{2},}
perché per il teorema di Pitagora si ha: {\displaystyle b^{2}-d^{2}=h^{2}}
a destra, la formula di Erone si riduce, per mezzo dell'identità {\displaystyle (s+q)^{2}-(s-q)^{2}=4sq}, a
{\displaystyle (p(p-a)+(p-b)(p-c))^{2}-(p(p-a)-(p-b)(p-c))^{2}.}
Basta perciò mostrare che
{\displaystyle cb=p(p-a)+(p-b)(p-c),}
e che
{\displaystyle cd=p(p-a)-(p-b)(p-c).}
La prima si ottiene immediatamente sostituendo {\displaystyle (a+b+c)/2} al posto di {\displaystyle p} e semplificando. Facendo questo all'interno della seconda, si ottiene {\displaystyle (b^{2}+c^{2}-a^{2})/2}; se inoltre sostituiamo {\displaystyle b^{2}} con {\displaystyle d^{2}+h^{2}} e {\displaystyle a^{2}} con {\displaystyle (c-d)^{2}+h^{2}}, entrambe da Pitagora, semplificando si ottiene infine {\displaystyle cd} come richiesto.

## Stabilità numerica
Per triangoli con un angolo molto piccolo, la formula di Erone come descritta sopra risulta numericamente instabile se viene usata l'aritmetica in virgola mobile per il calcolo. Un'alternativa stabile richiede la predisposizione dei lati in modo tale che {\displaystyle a\geq b\geq c} e il calcolo di
{\displaystyle A={\frac {1}{4}}{\sqrt {(a+(b+c))(c-(a-b))(c+(a-b))(a+(b-c))}}.}
Le parentesi in tale formula sono necessarie per evitare un'instabilità numerica nella valutazione.

## Dimostrazione alternativa
Sia {\displaystyle ABC} un triangolo, per comodità {\displaystyle a=AB}, {\displaystyle b=BC} e {\displaystyle c=AC}. Si disponga il triangolo su un piano cartesiano in modo tale da avere {\displaystyle A=(0,0)}, {\displaystyle B=(a,0)} e {\displaystyle C=(x,y)}. Quindi
{\displaystyle c={\sqrt {x^{2}+y^{2}}},}
e
{\displaystyle b={\sqrt {(x-a)^{2}+y^{2}}}.}
Risolvendo questo sistema si ottengono le coordinate del punto {\displaystyle C} che sono
{\displaystyle \left({\frac {(a^{2}-b^{2}+c^{2})}{2a}},{\frac {\sqrt {(4a^{2}c^{2}-(a^{2}-b^{2}+c^{2})^{2})}}{2a}}\right).}
Dalla formula base del calcolo dell'area si ha {\displaystyle {\frac {\sqrt {4a^{2}c^{2}-(a^{2}-b^{2}+c^{2})^{2}}}{4}}} che dopo alcune semplificazioni sarà {\displaystyle {\frac {\sqrt {(b+c-a)(a+b-c)(a-b+c)(a+b+c)}}{4}}}.

## Generalizzazioni
La formula di Erone è un caso speciale della formula di Brahmagupta per l'area di un quadrilatero ciclico, ed entrambe sono casi speciali della formula di Bretschneider per l'area di un quadrilatero generico. La formula di Erone può essere ottenuta dalla formula di Brahmagupta o dalla formula di Bretschneider ponendo uno dei lati del quadrilatero pari a zero.
La formula di Erone è anche un caso speciale della formula per il calcolo dell'area del trapezio basata unicamente sui suoi lati. In questo caso, la formula di Erone può essere ottenuta ponendo la base minore del trapezio pari a zero.
Esprimere la formula di Erone con un determinante in termini dei quadrati delle distanze fra tre vertici assegnati, illustra la sua somiglianza alla formula di Tartaglia per il volume di un 3-simplesso.
{\displaystyle S={\frac {1}{4}}{\sqrt {\begin{vmatrix}0&a^{2}&b^{2}&1\\a^{2}&0&c^{2}&1\\b^{2}&c^{2}&0&1\\1&1&1&0\end{vmatrix}}}}